# Christophe Ferré
 (novembre 2024).
Pour les articles homonymes, voir Ferré.
Christophe Ferré est un écrivain français, auteur de romans, de pièces de théâtre, de fictions radiophoniques. Il est également rédacteur au Who's Who.

## Biographie
Christophe Ferré passe sa petite enfance à Châteaudun et séjourne fréquemment à Illiers-Combray, le village de Marcel Proust, berceau de sa famille paternelle. Adolescent, il est élève au lycée Hoche (Versailles) puis au lycée Lakanal (Sceaux) en hypokhâgne et khâgne. Après le concours de l’École normale supérieure, il devient professeur de lettres à l’âge de 21 ans.
Fasciné par la musique de Sergueï Prokofiev, dont le rythme inspire son travail artistique, il se lie d'amitié avec la femme du compositeur, Lina Prokofiev, avant sa mort en 1988. Il publie un premier roman en 1995, La Chambre d'Amour (Arléa). Le livre, adapté par l'auteur sur France Culture, obtient le Grand Prix international de la fiction radiophonique face à Nancy Huston en 1999.
Il obtient le Prix de la nouvelle de l'Académie française en juin 2010 pour son livre La Photographe consacré au 11 septembre.
Frédéric Mitterrand, ministre de la Culture, le nomme chevalier des Arts et des Lettres en juillet 2010 et lui remet personnellement ses insignes.
Amateur de sports (rugby, alpinisme, VTT), il parcourt l'Europe à vélo et traverse à pied des chaînes de montagnes : Alpes, Pyrénées, Corse, pics d'Europe, Haut Atlas.

## Publications
Christophe Ferré a écrit différents types d'ouvrages depuis une trentaine d'années.

### Romans
- 1995 - La Chambre d’Amour (Arléa), Grand Prix international de la fiction radiophonique, lauréat Prix du Premier roman de Chambéry
- 1997 - Histoire étrange du Chien (Arléa)
- 2000 - La Septième Nuit (Seuil)
- 2004 - Paradis turquoise (Flammarion)

### Thrillers
- 2015 - La Révélation de Chartres (Salvator, France Loisirs), version poche éditée sous le titre La Prophétie de la cathédrale (Archipoche)
- 2016 - Mortelle Tentation (France Loisirs, Éditions de l'Archipel, Audible, MonPoche)[5]
- 2018 - La Petite Fille du phare (France Loisirs, Éditions de l'Archipel, Audible, MonPoche, Le Grand Livre du Mois), finaliste du Prix Ouest[5].
- 2020 - Soleils de Sang (France Loisirs, Éditions de l'Archipel, Archipoche), première sélection du Prix de l'Evêché-polars du Sud de Marseille
- 2022 - Les Amants du Mont-Blanc (France Loisirs, Éditions de l'Archipel), un des 10 meilleurs polars de l'année 2022 selon le journal Les Echos[6].
- 2022 - La Disparue de Belle-Ile (France Loisirs, Éditions de l'Archipel), roman abordant la disparition de Danielle Judic à Belle-Île-en-Mer.
- 2024 - La Noyée de Carnac (France Loisirs, Éditions de l'Archipel)

### Nouvelle
- 2010 - La Photographe (éditions du Moteur). Grand Prix de la nouvelle de l'Académie française. Réédition dans Six façons de le dire, ouvrage collectif (avec Yasmina Khadra, Nicolas d'Estienne d'Orves, Sophie Adriansen, Mercedes Deambrosis, David Foenkinos)

### Essais
- 2014 - Vierge d'Amour (Salvator)
- 2023 - Les nouveaux mystères de Chartres (Salvator)

### Pièces de théâtre
- Les Laves de l’Etna, Bourse Beaumarchais (SACD) - Aktéon en 1999 et 2000
- La Plage Miramar, Prix Écrire pour la rue (SACD) - Théâtre National de Chaillot (Paris)
- Le Château de bois, Prix du Centre régional des lettres de Franche-Comté
- Bain de Lumière - Théâtre du Rond-Point (Paris)[7], 2005 et 2006. Le texte est publié aux Editions de l'Amandier
- Vélo Bobo - Théâtre de Nesle (Paris), 2010
- La Grève blanche - Théâtre de l'Atelier (Paris), 2011

### Fictions radio
- Femme assise, bouquet de roses rouges (France Culture)
- Chambre d'Amour (France Culture, RTBF, Radio Canada, Radio Suisse Romande, RFI, RFO). Grand Prix international de la fiction radiophonique.
- Les îles de sable (France Culture)
- Les îles d'Armor (France Culture), avec Philippe Laudenbach
- La grande île (France Culture)
- L'île des courants (France Culture)
- Septième Nuit (France Culture), avec Hugues Quester et Alexandre Zambeaux
- Histoire étrange du chien (France Culture)
- L'Homme de glace (France Inter)
- Les Diaboliques de Loudun (France Inter)
- La Fête des artichauts (France Inter), avec Philippe Laudenbach

### Textes critiques
Revue L'Atelier du Roman, dirigée par Lakis Proguidis, où collaborent Milan Kundera, Fernando Arrabal, Michel Déon, Sempé
- L'étrange, ou le reflet extraordinaire
- Bréviaire d'amour pour un père. Notes sur Porté disparu de Fernando Arrabal
- Kundera ou la tentation du bizarre
- Je n'aime pas l'école
- Sept façons d'écrire un mauvais roman : une expérience de lecteur dans une maison d'édition
- Santorin, c'est fini : petit abécédaire du monde touristifié
- Sur le chemin du roman
- Ces écrivains qu'on assassine

Revue Bordel, dirigée par Stéphane Million :
- Patrick Dewaere : pourquoi m'as-tu abandonné ?

## Collaborations officielles

### Actualité
- Palestine mon histoire (Seuil), avec Raymonda Tawil, préface de Jean Lacouture
- La Guerre en tête (Arléa), avec Auguste Fontaine
- Angolagate, chronique d’un scandale d’Etat (le Rocher), avec Paul-Loup Sulitzer
- Dans le secret de Radio Freedom (le Rocher), avec Lilou
- GIGN, 40 ans d’actions extraordinaires (Pygmalion/Flammarion), avec Roland Môntins, préface de Christian Prouteau
- Mesrine intime (le Rocher), avec Martine Malinbaum

### Témoignages
- Pirate des Abysses (Institut océanographique de Monaco), avec Pierre Frolla, préface d’Albert II de Monaco
- Planète Océan (le Rocher), avec Alexia Barrier
- La Dame du Negresco (le Rocher), avec Jeanne Augier (directrice de l'hôtel)
- Monstre sacré (le Rocher), biographie de Paul-Loup Sulitzer

### Sciences
- Méditerranée, splendide, fragile, vivante (Institut océanographique de Monaco), avec André Giordan et Robert Calcagno, préface d’Albert II de Monaco
- Les grands fonds, voyage dans un monde inconnu (Institut océanographique de Monaco), avec Robert Calcagno
- Les requins, au-delà du malentendu (Institut océanographique de Monaco), avec Robert Calcagno, préface d’Albert II de Monaco
- Les enfants d'Okeanos (Institut océanographique de Monaco), avec Pierre Frolla et Fabrice Begotti, documentaire télé consacré aux baleines à bosse de l'océan Indien diffusé sur la chaîne Planète
- Océans face à face (éditions Leduc), avec Pierre Frolla et Greg Lecoeur, préface d'Albert II de Monaco : livre de photos consacré aux grands animaux marins

### Beaux livres
- Paris, énergie en sous-sol (Cercle d’Art)
- Portraits d’artistes (Cercle d’Art), avec François Meyer
- Guide Vert Grèce (Michelin)

Une quinzaine de thrillers, de biographies et d'essais pour des personnalités.

## Prix et distinctions
- Grand Prix international de la fiction radiophonique pour Chambre d'Amour (France Culture), réalisation Christine Bernard-Sugy[8]
- Prix Écrire pour la rue (théâtre), Société des auteurs et compositeurs dramatiques (SACD)[9]
- Prix du Centre régional des lettres de Franche-Comté
- Prix de la nouvelle de l'Académie française[1]
- Chevalier des Arts et des Lettres[2]
- Finaliste du Prix Ouest pour La Petite Fille du Phare[10]